# Kylestrome
Kylestrome (Schots-Gaelisch: Caol Sròim) is een afgelegen dorp in het westen van Sutherland, Schotland ten noorden van Kylesku.
Kylestrome ligt ten noorden van de plaats waar twee sea lochs, Loch Glencoul en Loch Glendhu, samenkomen en Loch Cairnbawn vormen. Vanaf ongeveer 1800 tot 1984 was er een veerdienst op deze plaats die voer tussen Kylestrome en het aan de andere kant van Loch Cairnbawn gelegen Kylesku. In 1984 opende Elizabeth II de 276 meter lange Kylesku Bridge, die het 130 meter brede Loch Cairnbawn overspant.
In de buurt van Kylestrome ligt een broch.